# 道の駅かなん
道の駅かなん（みちのえき かなん）は、大阪府南河内郡河南町大字神山にある国道309号の道の駅である。
2016年（平成28年）1月27日に、国土交通省は当駅を平成27年度「重点道の駅」に選定した。

## 施設
当駅では、農産物直売所で鳥飼茄子（現在の摂津市鳥飼地区が原産地）や勝間南瓜（こつまなんきん、現在の大阪市西成区玉出付近が原産地）などといったなにわの伝統野菜（なにわ野菜）が販売されている（公式サイトのなにわの伝統野菜も参照）。これは前述の「重点道の駅」での選定対象となっている。
- 駐車場
  - 普通車：40台
  - 大型車：3台[4]
  - 身障者用：1台[4]
- トイレ
  - 男性：大・小7
  - 女性：6
  - 身障者用：2
- 農村活性化センター
  - 直売所（平日 9:00 - 17:00・土日祝日 8:30 - 17:00）[4]
  - 喫茶コーナー（9:00 - 17:00）[4]

### 管理団体
- 設置者：河南町
- 指定管理者：農事組合法人かなん[2][7]

## 休館日
- 年末年始（12月31日 - 1月4日）[4]

## アクセス
- 国道309号

自動車
- E25 西名阪自動車道 藤井寺ICより約20分。
- E26 近畿自動車道 美原北ICより約25分。
- 阪神高速道路14号松原線 三宅出入口より約30分。
- 近畿日本鉄道（近鉄）長野線 川西駅より約10分。

公共交通機関
- 河南町コミュニティバス「カナちゃんバス」道の駅かなん下車

## 周辺
- ワールド牧場
- 金山古墳
- 弘川寺
- 大阪府立近つ飛鳥風土記の丘・大阪府立近つ飛鳥博物館